# Denise Morelle
Pour les articles homonymes, voir Morelle.
Denise Morelle, née Denise Morel, est une actrice québécoise née le 3 décembre 1925 dans le quartier Guybourg (arrondissement Mercier-Hochelaga-Maisonneuve) à Montréal (Canada) et morte le 17 juillet 1984 dans des circonstances troubles dans l'arrondissement Ville-Marie à Montréal.
Artiste aux multiples talents (chant, comédie, danse), elle a connu une importante carrière de comédienne au théâtre, au cinéma et à la télévision, particulièrement dans des concepts télévisuels de fiction de Radio-Canada. Madame Morelle a également décroché plusieurs rôles au grand écran, mais sa carrière cinématographique a toutefois été plus modeste que sa carrière au théâtre et à la télévision. Elle faisait partie des comédiennes de la garde rapprochée de la dyade André Brassard et Michel Tremblay, ce qui lui permettra de décrocher des rôles d'envergure, principalement au théâtre.
Décrite comme une femme drôle, travailleuse et généreuse, Denise Morelle est considérée comme une comédienne pionnière de l'industrie du théâtre et ayant fait partie des débuts de la télévision québécoise dans les années 1950. L'apogée de sa carrière a été du début des années 1960 jusqu'au début des années 1970. Ensuite, elle a davantage participé à des productions théâtrales, au théâtre du Rideau vert, d'Aujourd'hui ainsi qu'une multitude de théâtres estivaux. Elle a fait partie des premières comédiennes à assurer un rôle principal dans une production fictionnelle éducative pour enfants à la télévision de Radio-Canada. Connue et appréciée du public québécois et de ses collègues, elle était toutefois reconnue pour être secrète, à la fois avec ses collègues et ses admirateurs, et pour ne dévoiler que peu d'informations sur sa vie personnelle. À cet effet, elle a accordé peu, voire aucune, entrevue médiatique durant sa carrière. Denise Morelle n'a jamais eu de gérant, d'assistant ou d'imprésario. Elle gérait elle-même son agenda et toutes les demandes professionnelles. Autre fait inusité, la comédienne n'a jamais conduit, ni même possédé un permis de conduire.

## Biographie

### Ascendance, généalogie et origines
Denise Morelle, née Denise Morel, est née de l'union d'Églantine Bourcier (1896-1953) et de Henri Morel (1891-1960). Les parents de Denise Morelle se sont mariés le 11 février 1920 en l'Église La-Nativité-d'Hochelaga dans l'arrondissement Mercier-Hochelaga-Maisonneuve. Le couple donne naissance, en août 1920, à leur premier enfant Roger, conçu hors mariage, fait plutôt rare à cette époque. Denise Morelle constitue la troisième enfant du couple, après la naissance de Gilbert en novembre 1921, et est issue d'une famille de sept enfants où l'on chantait et dansait en toutes occasions.
Ses grands-parents maternels, natifs de la petite municipalité de Sainte-Anne-des-Plaines, au nord de Montréal, sont Joseph Bourcier (né en 1855) et Amanda Gagné (née en 1856) et ses grands-parents paternels sont Elie Morel (1851-1921) et Amanda Octeau (1861-1958).
Elle a quatre frères, Roger (1920-1997), Gilbert (1921-2012), Gaston (1928-2013) et Fortunat-Fernand Morel (1929-1929), ce dernier décédé moins d'un mois après sa naissance, de même que deux sœurs, Huguette et Pierrette (1924-2022). Cette dernière a participé en 1990 à l'émission Dossiers Mystère diffusée sur les ondes de TQS, une adaptation québécoise de Unsolved Mysteries, animée par le comédien Jean Coutu (père de la comédienne Angèle Coutu). Dans l'entrevue qu'elle a accordée dans le cadre de cette émission, la sœur de Denise Morelle revient sur la visite - fatale - qu'elle a faite à l'appartement de la rue Sanguinet à l'été 1984. Elle mentionne que ce n'était pas dans les habitudes de sa sœur de se rendre dans des endroits obscurs et non sécuritaires. Elle suppose donc qu'il y avait un individu à l'intérieur de l'appartement qui aurait pu lui avoir fait du mal. Denise Morelle n'a pas eu d'enfants et ne s'est jamais mariée.
À son décès, elle était célibataire et habitait avec un ami dans un appartement sis le carré Saint-Louis (square Saint-Louis) à Montréal, situé dans l'arrondissement du Plateau-Mont-Royal. Elle est décédée en juillet 1984 à l'âge de 58 ans à Montréal.

### Études et formation
Issue d'une famille de chanteurs, Denise Morelle souhaitait au départ être chanteuse, mais sa formation académique l'amena plutôt vers une carrière de comédienne. Ses talents en performance vocale lui auront servi à de nombreuses reprises tout au long de sa carrière à la télévision et au théâtre, notamment pour son rôle de Dame Plume dans l'émission pour enfants La Ribouldingue. Elle a suivi des cours de chant avec le professeur Philippe Parent à cette époque.
Morelle a suivi une formation en théâtre à l'École des Compagnons de Saint-Laurent qui a servi d'école pour toute une génération de jeunes comédiens et metteurs en scène qui ont contribué à populariser le théâtre au Québec. Son passage à cette École lui aura permis de monter pour la première fois sur les planches en 1952. Elle a aussi étudié au Conservatoire Lasalle, école à l'époque affiliée à l'Université de Montréal (de 1920 à 1972) où on décernait des diplômes universitaires aux adultes ayant complété quatre années d'étude au conservatoire. L'envie de se perfectionner incite la comédienne à suivre des cours de ballet, de danse moderne, d'expression corporelle, d'art dramatique, de chant, de solfège, d'expression vocale et musicale.

### Carrière théâtrale
Elle monte sur scène pour la première fois en 1952 dans la pièce théâtrale Noces de sang de Federico García Lorca. Elle se fait particulièrement remarquer par le public pour son rôle dans la pièce de Jacques Languirand, Les grands départs, en 1958.
Elle fut l'une des actrices fétiches des prolifiques auteurs Michel Tremblay et André Brassard. Michel Tremblay a d'ailleurs écrit spécialement un rôle pour elle, celui d'Yvette Beaugrand, une bourgeoise qui rêve de devenir cantatrice, dans la pièce de théâtre L'Impromptu d'Outremont, présentée en grande pompe au Théâtre du Nouveau Monde. Dans cette production, Denise Morelle a joué aux côtés de Rita Lafontaine, Monique Mercure et Ève Gagnier.
Dans un vibrant hommage manuscrit rendu à la comédienne dans le contexte de son décès, la metteur en scène Mona Latif-Ghattas écrit: « Denise Morelle ou l'art d'être réelle. Présence convaincante parce qu'indiscutablement tangible, elle n'était pas de la race des oiseaux mais de celle des terres, réimposant à la vie l'image même de la vie, sans discrétion sans disgression sans artifice, habillant ses costumes comme d'autres habillent les songes, de sa voix mi-chanteuse mi-conteuse elle parlait au présent forçant l'oreille la plus dure à l'entendre. » Latif-Ghattas poursuit : « Réelle comme un poème, Denise Morelle donnait. On la voyait on la croyait. Quand elle entrait sur scène, entrait avec elle un personnage instantané, dans une parfaite clarté d'Existence fictivo-réelle, permettant au spectateur ce double jeu constant des perceptions, dynamique de base d'un acte théâtral parfait. Denise Morelle n'avait pas besoin d'aguicher le public, elle l'accrochait d'emblée, dès son entrée en scène. Puis elle sortait, magique, laissant sur son passage cette aura de l'autre-Soi, cette Denise-Autre-Denise qu'on ne pouvait oublier ni lors des scènes qui suivaient la sienne, ni à la fin de la représentation, ni en sortant du théâtre. »
À la Place des Arts du 14 au 25 septembre 1971, au Centre Culturel de Sherbrooke le 29 septembre 1971, au Centre National des Arts du 4 au 9 octobre 1971, au Centre Culturel de Shawinigan le 13 octobre 1971 et au Grand Théâtre de Québec le 16 octobre, Denise Morelle fait partie de la distribution de la pièce théâtrale « ... et mademoiselle Roberge boit un peu ». Dans cette production signée par Productions Paul Buissonneau, Denise Morelle incarne Célia Roberge Adams qui fait partie d'une fratrie de trois sœurs. Les deux autres sœurs, Catherine et Anne Roberge, sont interprétées respectivement par Béatrice Picard et Andrée Lachapelle.
En 1972, Denise Morelle participe - par des extraits qui la mettent en vedette et qui ont marqué sa carrière - au court métrage Théâtre de fond de cour (Backyard Theatre) qui expose l'influence marquante du dramaturge Michel Tremblay et du metteur en scène André Brassard sur l'émergence d'un théâtre propre au Québec durant les années 1960, en plein cœur de la Révolution tranquille. De l'usage du joual jusqu'à leur humour particulier, en passant par des figures emblématiques telles les Belles-sœurs, leur univers créatif est présenté en anglais à l'aide d'entretiens étonnants, d'extraits d'œuvres célèbres et de scènes improvisées. Ce court métrage s'inscrit dans une période importante pour le théâtre québécois puisqu'entre 1965 et 1975, le théâtre québécois a connu un important essor, qu'il est devenu un instrument de premier plan dans l'affermissement de notre culture et dans la transformation de notre société. Également en 1972, aux côtés de Gérard Poirier, de Béatrice Picard, d'Edgar Fruitier, de Jacques Lorain et de plusieurs autres comédiens, Denise Morelle incarne le rôle de madame Rémy, une infirmière, dans la comédie théâtrale Knock, de Jules Romains. L'histoire se déroulait dans une petite localité du centre de la France.
À l'hiver 1983, Denise Morelle prend part à la pièce de théâtre Cardinal, Cardinal, Cardinal & Cie de Victor-Lévy Beaulieu présentée au Théâtre d'aujourd'hui. Dans cette production, Denise Morelle joue aux côtés entre autres de Vincent Bilodeau et de Gaétan Labrèche et y incarne le rôle de Bernadette Soupirou.
Dans la même année, Morelle participe au spectacle Dernier Round. La metteur en scène Mona Latif-Ghattas raconte son souvenir de cette production : « À Montréal il y a pour moi un lieu marqué, où je [...] vis passer [Denise Morelle] pour la dernière fois sur la scène du théâtre Port-Royal. Le spectacle s'intitulait le Dernier Round, quelle ironie. Elle a laissé à jamais une présence unique, à droite, côté cour de la scène, à gauche, côté jardin du cœur. Pour moi, à jamais, elle a laissé ici quelques ondes passantes, volant dans l'atmosphère, témoignant, dans mon souvenir de son corps et de sa voix, que la vie d'un personnage ne peut atteindre l'art que si elle nous renvoie à la profonde réalité. »
Quelques mois plus tard, à l'été 1983, un an avant son décès, Denise Morelle fait partie de la distribution théâtrale de la comédie Esprit de femme présentée au Bateau-théâtre L'Escale à Saint-Marc-sur-Richelieu en Montérégie. Esprit de femme est un texte de Noël Coward, un dramaturge britannique, adapté par Jean-Claude Germain, prolifique scénariste et dramaturge. Dans cette pièce de théâtre comique, Denise Morelle joue entre autres aux côtés de la comédienne dès lors connue par le public, Béatrice Picard. C'est la dernière fois que Denise Morelle a eu le plaisir de côtoyer sa partenaire de théâtre Béatrice Picard avant la fin de sa vie. 
À la fin du printemps 1984, Denise Morelle a participé à la première lecture de la production Albertine, en cinq temps de Michel Tremblay, en prévision des premières répétitions qui devaient avoir lieu en août 1984. La production a finalement été présentée à compter du printemps 1985. Compte tenu des circonstances troublantes qui ont empêché Denise Morelle d'incarner Albertine à 50 ans, c'est Amulette Garneau qui a assuré le rôle pour la première d'octobre, au Centre national des arts. Comme en fait foi le programme officiel de la pièce de Tremblay imprimé en mai 1985, celle-ci a été dédiée à la mémoire de Denise Morelle.
Morelle, l'été de son décès, jouait au théâtre d'été de Sainte-Adèle, dans les Laurentides, dans la pièce théâtrale Les Larrons font l'occasion, aux côtés, entre autres, de Guy Nadon, de Roger Lebel et de René Gagnon. Elle incarnait une quinquagénaire allumeuse. La comédienne devait prendre part à ce théâtre jusqu'au 1er septembre 1984 et participer à la première montréalaise le 1er octobre au Centre national des arts, mais son destin en décida autrement. Elle aura fait, finalement, seulement quelques représentations. Le metteur en scène de la pièce théâtrale, Sébastien Dhavernas, a remplacé Denise Morelle au pied levé par la comédienne Louise Rémy pour le reste de la période estivale. Toutefois, la représentation du mardi - journée de l'assassinat de Denise Morelle -, a été annulée. La comédienne en intérim a travaillé toute la nuit de mardi à mercredi en vue de remplacer Denise Morelle pour les représentations subséquentes. Denise Morelle a également fait partie de la distribution de la deuxième reprise de la pièce de théâtre de Michel Tremblay Les Belles-sœurs, en 1971, en incarnant le rôle de Lisette de Courval, aux côtés de Denise Filiatrault, de Janine Sutto, de Danièle Lorain et de Monique Mercure.
C'est en ces mots que Raymond Bertin, journaliste, qualifie le jeu de Denise Morelle : « Actrice au talent naturel, au tempérament généreux, rieuse et les pieds sur terre, elle incarne ses personnages avec un mélange d'autorité et de fragilité, de naïveté et de total don de soi. »

### Carrières télévisuelle et cinématographique
La comédienne Denise Morelle a connu une vive carrière à la télévision, notamment en incarnant des protagonistes au sein d'émissions pour enfants à la télévision de Radio-Canada. C'est d'ailleurs par l'entremise de ces rôles célèbres au petit écran qu'elle s'est fait connaître par le public. À l'aune de ses carrières à la télévision et au théâtre, Denise Morelle a connu une discrète carrière au cinéma, en incarnant souvent des rôles accessoires. Son plus marquant rôle au grand écran a été dans la production L'Île jaune en 1975, qui fut l'une de ses dernières participations à une production cinématographique, son dernier rôle étant celui de Colette dans Le soleil se lève en retard du réalisateur André Brassard.

#### Carrière télévisuelle
Elle a séduit et marqué toute une génération avec ses rôles de Mame Bouline dans Bidule de Tarmacadam (1966-1970) et de la cantatrice horripilante Dame Plume dans La Ribouldingue. Elle a également interprété la terrifiante sorcière à la voix éraillée aux côtés de Fanfreluche (Kim Yaroshevskaya). Denise Morelle a également joué aux côtés de Dominique Michel et de Denise Filiatrault dans la populaire émission de fiction Moi et l'autre, diffusée à la télévision de Radio-Canada de 1966 à 1971.
Dans les années 1970, Denise Morelle a tenu le rôle de tante Clara dans le populaire feuilleton Symphorien, diffusé de septembre 1970 à avril 1977. Dans le cadre de cette production, Denise Morelle a interprété son rôle aux côtés de Janine Sutto, Gilles Latulippe, Juliette Huot, Denise Proulx, etc.
En 1977, Denise Morelle participe à la version anglaise des Belles-Sœurs de Michel Tremblay diffusée sur les ondes de CBC en incarnant le rôle de Lisette De Courval. Lisette de Courval aime se prétendre différente des autres belles-sœurs. Elle se considère plus cultivée et plus riche que les femmes qu'elle côtoie. Elle a visité l'Europe avec son mari et elle en a gardé l'accent des Français, qu'elle tente d'imiter tant bien que mal. À ses côtés, Anne-Marie Ducharme, Monique Mercure, Michelle Rossignol, André Saint-Laurent, Amulette Garneau et Denise Proulx.
Pour la saison 1980, Denise Morelle tient le rôle de Develine Gladu dans le téléroman Frédéric scénarisé par Claude Fournier et diffusé à Radio-Canada puis en France sur TF1. En 1983, Denise Morelle décroche le rôle de Gertrude Jacquemin dans la série télévisée Terre humaine à Radio-Canada, incarnant la mère de Frédéric Jacquemin, interprété par Aubert Pallascio.
L'année de son décès, en 1984, Denise Morelle a fait une apparition dans l'émission Les grands esprits diffusée à Radio-Canada, en interprétant le rôle de George Sand aux côtés d'Edgar Fruitier, de Jean Marchand, de Germain Houde et de Jacques Galipeau.
Denise Morelle, au printemps 1984, avait signé un contrat pour faire la voix hors-champ d'une vieille dame qui commente hebdomadairement tout ce qui se trame dans les parages de la nouvelle émission intitulée À plein temps, une série de 36 émissions sur les relations parents-enfants. Les tournages de l'émission devaient débuter le 2 juillet 1984, mais un conflit impliquant la production de l'émission et les marionnettistes a retardé le début de la production. L'assassinat de Denise Morelle, quelques semaines plus tard, a une fois de plus retardé le début du tournage puisque la production devait assurer le remplacement de la comédienne par une autre. Parmi les autres comédiens qui avaient signé un contrat pour cette production, il y avait Louison Danis, Roger Léger, Gildor Roy, Diane Lavallée, Marie-Soleil Tougas, Claude Prégent, Suzanne Champagne, Diane Jules, Gilbert Sicotte, Johanne Fontaine et plusieurs autres. L'émission a finalement été diffusée du 21 septembre 1984 au 14 avril 1988 à la télévision de Radio-Canada puis rediffusée à la télévision de Radio-Québec (Télé-Québec depuis 1996).
Le costume de Dame Plume, personnage célèbre incarné par Denise Morelle, est conservé par Radio-Canada et considéré comme faisant partie du patrimoine de la télévision québécoise. En 2012, le Musée de la civilisation de Québec acquiert de nombreux costumes phares de la Boîte à surprises, dont celui de Dame Plume.

#### Carrière cinématographique
Denise Morelle a participé aux productions cinématographiques Hangar 54 (téléfilm diffusé dans le cadre des Beaux dimanches) réalisé par Roger Fournier et paru en 1967, L'Île jaune réalisé par Jean Cousineau et paru en 1975, Il ne faut pas mourir pour ça réalisé par Jean-Pierre Lefebvre et co-écrit par Marcel Sabourin paru en 1967, Les maudits sauvages réalisé par Jean-Pierre Lefebvre et paru en 1971. Dans cette production, Denise Morelle incarnait une paysanne de la Nouvelle-France des années 1630, et dans laquelle elle a eu l'occasion de jouer aux côtés de Gaétan Labrèche, Marcel Sabourin, Pierre Dufresne, et Rachel Cailhier. Elle a également collaboré en 1973 au film Il était une fois dans l'Est réalisé par André Brassard et scénarisé par Michel Tremblay. Cette production cinématographique - avant-gardiste pour les années 1970 - met en vedette Denise Filiatrault, Michelle Rossignol, Frédérique Collin, André Montmorency et Amulette Garneau et démontre l'émancipation sociale qui se dessine post-Révolution tranquille. En 1975, Denise Morelle participe à la production cinématographique Confidences de la nuit (L'Amour blessé) réalisé par Jean Pierre Lefebvre. Ce film a d'ailleurs été en nomination au prestigieux Festival de Cannes.

## Décès
Le mardi 17 juillet 1984, Denise morelle est assassinée. Son corps n’est découvert que le lendemain, dans un logement désaffecté où elle s’était rendue dans la perspective éventuelle de le louer. Sa disparition, alors qu’elle est de la distribution d’un spectacle qui, ce soir-là, doit être annulé, sème l’émoi parmi ses camarades. La découverte de son corps, le lendemain, tout comme les circonstances de son décès ne seront éclaircies que plusieurs années plus tard.

## Héritage de Denise Morelle

### Parc Denise-Morelle
Six ans après sa mort, le 4 juillet 1990, la Ville de Montréal a baptisé un parc en son honneur, le parc Denise-Morelle, situé sur la rue Rivard, dans le quartier Plateau Mont-Royal au nord de la rue Marie-Anne. Le petit parc, paisible et discret, abritant une structure pour enfants et des sentiers avec arbres, représente la bienveillance, la tranquillité et l'amour pour les enfants de celle qui a interprété l'exubérante Dame Plume, à la télévision de Radio-Canada. L'aire de jeu est destiné aux enfants de 18 mois à 5 ans. Il y est accessible via la station de métro Laurier.
Ce lieu est l'objet, encore aujourd'hui, de dénonciations par les citoyens. Le parc, initialement prévu pour les riverains et les familles, est en outre fréquenté par une vaste population délinquante. Les usagers ne s'y sentent pas en sécurité et le parc ne favorise pas une vie de quartier paisible et harmonieuse. Pour pallier ce fléau, un projet domiciliaire est en développement, habitation Denise-Morelle, dont l'objectif est de construire sur le site du parc une tour d'habitation.
En 2018, la Ville de Montréal, sous le gouvernement de Valérie Plante, a annoncé la réfection majeure de certains parcs sur le territoire montréalais, dont celui de Denise-Morelle, avec plus de 20 millions de dollars investis pour y parvenir. Ces travaux de réfection devraient s'échelonner jusqu'en 2021.

### Costume mythique de Dame Plume
En 2012, la Société Radio-Canada offrait une première importante donation au Musée de la civilisation, composée principalement de costumes des personnages d’émission jeunesse tels que Sol et Gobelet, la Souris verte, Bobino, La Ribouldingue, Fanfreluche, le Pirate Maboule, Picolo, Bouledogue Bazar et Nic et Pic.
Parmi ces costumes, nous retrouvons l'original de Dame Plume, enfilé durant plusieurs années par Denise Morelle. Le costume et la perruque sont préservés dans des lieux sécuritaires, et ce, dans des conditions de conservation muséologique.

## Filmographie

### Cinéma
- 1967 : Il ne faut pas mourir pour ça de Jean Pierre Lefebvre
- 1971 : Les Maudits Sauvages de Jean Pierre Lefebvre : Marie, paysanne de la Nouvelle-France
- 1972 : Et du fils de Raymond Garceau
- 1972 : Françoise Durocher, waitress d'André Brassard : l'une des Françoise Durocher
- 1974 : Il était une fois dans l'Est d'André Brassard : une belle-sœur
- 1974 : Pris au collet de Raymond Garceau
- 1975 : Tout feu, tout femme de Gilles Richer
- 1975 : L'Île jaune de Jean Cousineau
- 1975 : Confidences de la nuit (L'Amour blessé) de Jean Pierre Lefebvre
- 1977 : Le soleil se lève en retard d'André Brassard : Colette

### Télévision
- 1955 - 1958 : Beau temps, mauvais temps (série télévisée)
- 1960 - 1964 : Filles d'Ève (série télévisée) : Lucette Cormier
- 1963 - 1965 : Ti-Jean Caribou (série télévisée)
- 1963 - 1967 : Septième nord (série télévisée) : Sœur Hamelin
- 1964 - 1965 : Monsieur Lecoq (série télévisée) : Veuve Chupin
- 1965 - 1967 : Le Bonheur des autres (série télévisée) : Gabrielle Beauséjour
- 1966 - 1970 : Bidule de Tarmacadam (série télévisée) : Mame Bouline
- 1967 - 1971 : La Ribouldingue (série télévisée) : Dame Plume
- 1968 - 1972 : Le Paradis terrestre (série télévisée)
- 1969 - 1974 : Quelle famille! : Mlle Touchette
- 1970 - 1977 : Symphorien : tante Clara
- 1974 - 1976 : La Petite Patrie : Mme Patry
- 1975 - 1977 : Avec le temps (série télévisée) : Marianna Poitras
- 1977 - 1979 : À cause de mon oncle (série télévisée) : rôle inconnu
- 1978 - 1979 : Les Contes du Tsar (série télévisée) : rôle inconnu
- 1978 - 1984 : Terre humaine : Gertrude Jacquemin
- 1979 - 1980 : Frédéric (série télévisée) : Develine Gladu
- 1981 : Les Fils de la liberté (mini-série) : Dame Morel
- 1981 - 1983 : Les Girouettes (série télévisée) : Marie-Louise
- 1984 : Les Grands Esprits (série télévisée animée par Edgar Fruitier) : George Sand

## Théâtre
- 1952 : Noces de sang de Federico García Lorca - rôle d'une servante
- 1958 : Les Grands Départs de Jacques Languirand - rôle inconnu
- 1961 : Les Choéphores d'Eschyle, mise en scène de Jean-Pierre Ronfard - rôle inconnu
- 1962 : Ubu roi de Jarry, mise en scène de Jean-Pierre Ronfard - rôle de Mère Ubu
- 1962 : Les Violettes de Georges Schehadé - rôle inconnu
- 1963 : Le roi se meurt d'Eugène Ionesco - rôle inconnu
- 1963 : 8 femmes, mise en scène de Guy Hoffmann - rôle de Madame Chanel
- 1964 : Klondyke, mise en scène de Jean Gascon - rôle de la patronne (femme de l'hôtelier)
- 1965 : Mère Courage, mise en scène de John Hirsch - rôle de la femme du paysan
- 1971 : Tambours et trompettes de Bertolt Brecht - rôle inconnu
- 1971 : Black Comedy de Peter Shaffer, mise en scène d'André Brassard - rôle de Miss Furnival
- 1971 : Les Belles-Sœurs de Michel Tremblay, mise en scène d'André Brassard - rôle de Lisette de Courval
- 1972 : Le Mariage de Figaro de Beaumarchais, mise en scène de Jean-Louis Barrault - rôle de Marceline
- 1972 : Knock ou le triomphe de la médecine de Jules Romains, mise en scène de Roland Laroche - rôle de Madame Rémy
- 1973 : La Mort d'un commis voyageur d'Arthur Miller, mise en scène de Jean Duceppe - rôle de Linda Loman
- 1973 : Les Belles-Sœurs de Michel Tremblay, mise en scène d'André Brassard - rôle de Angéline Sauvé
- 1974 : Les Belles-Sœurs de Michel Tremblay, mise en scène d'André Brassard - rôle de Germaine Lauzon
- 1974 : Bonjour, là, bonjour de Michel Tremblay, mise en scène d'André Brassard - rôle de l'une des deux tantes
- 1974 : Les Crasseux, mise en scène de Paul Hébert - rôle de "La Sagouine"
- 1975 : Surprise! Surprise! de Michel Tremblay, mise en scène d'André Brassard - rôle de Laurette
- 1975 : Bousille et les justes, mise en scène de Gratien Gélinas - rôle de la mère
- 1976 : Je veux voir Mioussov, mise en scène d'Yvan Ponton - rôle du Docteur Kirilof
- 1977 : La Cruche cassée, mise en scène de Robert Prévost - rôle de Marie Gadioux Saint-Louis
- 1980 : L'Impromptu d'Outremont de Michel Tremblay, mise en scène d'André Brassard - rôle de la bourgeoise Yvette Beaugrand
- 1980 : Quelle vie ?..., mise en scène de Jean-Louis Roux - rôle de Garde Gramont (hospitalière)
- 1981 : Bonne fête maman d'Élizabeth Bourget, mise en scène de Gilbert Lepage - rôle de Gilberte
- 1981 : Bonjour, là, bonjour de Michel Tremblay, mise en scène d'André Brassard - rôle de Charlotte
- 1982 : Les « Sunshine Boys », mise en scène de Gaétan Labrèche - rôle de Mlle O'Neill
- 1983 : Cardinal, cardinal, cardinal et cie de Victor-Lévy Beaulieu, mise en scène de Gilbert Lepage - rôle de Bernadette Soupirou
- 1983 : Le Dernier Round de Michael Christopher, mise en scène de Gilbert Lepage - rôle de Mary
- 1984 : La Nuit des p’tits couteaux de Suzanne Aubry, mise en scène de Jacques Rossi - rôle de Janine
- 1984 : Les Larrons font l'occasion, mise en scène de Sébastien Dhavernas - rôle de l'épouse allumeuse (à cause de son décès tragique, Morelle ne tiendra ce rôle que pendant deux semaines dans cette pièce théâtrale estivale de Sainte-Adèle dans les Laurentides)